# クロップス
株式会社クロップス（英: Crops Corporation）は、愛知県名古屋市中村区に本社を置く企業。
現在はauショップおよびQUスポットを東海地方の都市部中心にドミナント展開している。

## 概要
1977年（昭和52年）に会社設立。当初はいすゞ自動車のディーラーであったが、1989年（平成元年）4月に当時の日本移動通信株式会社（現・KDDI）の一次代理店となり、自動車電話の販売を始めた。
1994年（平成6年）11月にはいすゞ自動車にディーラー権を返上し、携帯端末の販売に特化。

## 沿革
- 1977年（昭和52年）11月2日 - 愛知県半田市に「いすゞオート半田株式会社」を設立[1]。
- 1994年（平成6年）
  - 4月 - 日本移動通信株式会社（現・KDDI）と一次代理店契約を締結[1]。
  - 11月 - 株式会社アルメディアに商号を変更[1]。同月、本店所在地を名古屋市中村区名駅へ移転[1]。
- 1999年（平成11年）4月 - 株式会社クロップスに商号を変更[1]。
- 2001年（平成13年）
  - 9月 - 株式会社津電機より三重地区のauショップ9店舗を譲受[1]。
  - 10月 - いすゞ自動車よりキャリア開発株式会社（旧・クロップス・クリエイト）の株式を85.25%取得し、子会社化[1]。
- 2003年（平成15年）
  - 2月 - 株式会社オーウッズの全株式を取得し、子会社化[1]。
  - 11月 - いすゞ自動車よりいすゞビルメンテナンス株式会社の株式を取得し、子会社化。
- 2005年（平成17年）
  - 4月 - 子会社の株式会社オーウッズより、営業全部を譲受[1]。
  - 8月11日 - 名古屋証券取引所セントレックスに株式を上場[1]。
  - 8月 - 子会社の株式会社オーウッズを清算[1]。
- 2009年（平成21年）
  - 3月31日 - 子会社の株式会社クロップス・クリエイトを解散[1]。
  - 7月 - 株式会社テンポリノベーション（現・テンポイノベーション）を100%子会社化[1]。
- 2010年（平成22年）
  - 9月 - 子会社の株式会社クロップス・レボルバを解散[1]。
  - 10月 - 株式会社スガタを100%子会社化[1]。
- 2013年（平成25年）3月15日 - 東京証券取引所2部に株式を上場。名古屋証券取引所2部に市場変更[1]。
- 2014年（平成26年）3月18日 - 東京証券取引所・名古屋証券取引所各1部に指定替え[1]。
- 2015年（平成27年）1月 - 大明商事株式会社を100%子会社化[1]。
- 2016年（平成28年）1月 - 子会社のスガタが大明商事を吸収合併し、株式会社ハピラに商号変更[1]。
- 2017年（平成29年）
  - 1月 - UQコミュニケーションズと代理店契約を締結。
  - 10月 - 子会社の株式会社テンポイノベーションが東証マザーズ上場[1]。
  - 12月 - エスエステレネットサービス株式会社よりauショップ2店舗を譲受[1]。
- 2018年（平成30年）12月 - 株式会社ソフィア通信よりauショップ1店舗を譲受[1]。
- 2019年（令和元年）10月 - シンガポールINNOVARE HOLDINGS PTE.LTD.の株式の75%を取得し、子会社化[2]。
- 2022年（令和4年）
  - 4月 - 東京証券取引所および名古屋証券取引所の市場区分見直しに伴い東京証券取引所スタンダード市場および名古屋証券取引所プレミア市場へそれぞれ移行[1]。
  - 12月 - 株式会社モバイルドリームの全株式を取得し、子会社化。同月、KDDI株式会社と資本業務提携契約を締結[1]。
- 2023年（令和5年）
  - 4月 - シンガポール子会社であるINNOVARE HOLDINGS PTE.LTD.がベトナムのINNOVARE HOLDINGS PTE.LTD.を子会社化[1]。
  - 6月 - INNOVARE HOLDINGS PTE.LTD.の株式を追加取得し、完全子会社化[1]。
  - 9月 - 子会社の株式会社モバイルドリーム（2024年3月に清算結了）の事業を事業譲受[1]。
- 2024年（令和6年）10月 - 子会社の株式会社テンポイノベーションが株式会社が持株会社化に伴いイノベーションホールディングスに商号を変更。また、株式会社テンポイノベーション分割準備会社も株式会社テンポイノベーションに商号を変更[3]。

## 店舗
KDDIの「auショップ/au Style」およびUQモバイルの「UQスポット」を東海4県および東京・埼玉・神奈川で計76店舗
- auショップ/au Style：愛知県 30店舗、三重県 6店舗、岐阜県 3店舗、静岡県 3店舗、東京都 19店舗、埼玉 2店舗、神奈川県 1店舗の計64店舗
- UQスポット：愛知県5店舗、三重県2店舗、岐阜県1店舗、東京都2店舗、埼玉県2店舗の計12店舗

## 関連会社
連結子会社
- 株式会社クロップス・クルー（人材派遣）
- いすゞビルメンテナンス株式会社（ビルメンテナンス）
- 株式会社イノベーションホールディングス（旧株式会社テンポイノベーション）
  - 株式会社テンポイノベーション（旧株式会社テンポイノベーション分割準備会社、飲食店舗居抜き流通）
  - 株式会社アセットイノベーション（不動産売買）
  - 株式会社セーフティーイノベーション（店舗転貸借）
- 株式会社ハピラ（文具事務用品・包装資材卸）
  - 株式会社七つの海（自然化粧品の販売）